# 葡萄牙人 (歌曲)
《葡萄牙人》（葡萄牙語：A Portuguesa），是葡萄牙共和國的国歌。歌詞譜自亨利克·罗佩斯·德·孟东萨（Henrique Lopes de Mendonça），阿尔弗雷多·凯尔（Alfredo Keil）作曲。由於英國在19世紀末段下最後通牒挑釁葡萄牙，葡萄牙軍隊退出在安哥拉和莫桑比克之間的疆土，激起民族主義熱潮，故誕生這首富有戰鬥力的歌曲。1910年葡萄牙共和國成立，此曲成为國歌。

## 历史
19世紀末，正值葡萄牙共和運動興起，葡萄牙布拉干薩王朝提出了粉紅地圖計劃，希望佔領葡屬安哥拉和葡屬莫桑比克之間的英國殖民地（即今日的贊比亞全境和今日津巴布韋部份領土），並向本國百姓加重徵稅，作為實行計劃的資金來源。
1890年1月11日，英國发出最后通牒，要求葡萄牙全面放弃其粉紅地圖計劃。其後英方更派遺軍艦遠赴首都里斯本港口，威脅葡方若不下令撤走非洲莫桑比克及安哥拉之間的葡萄牙軍隊，就會對里斯本開火。朝廷在英國的威脅下，唯有應允英方條件。
朝廷被迫接受英国的条件一事傳出，國內民眾嘩然、並發生骚乱；原本因徵稅而一窮二白的葡萄牙民眾，對国王不滿的程度火上加油；令他們對君主制生疑，希望推翻王室，建立共和。
共和黨人作家孟东萨有感於此作了一首诗，敦促他的同胞为祖国战斗（Pela Pátria lutar），並透過描寫海军以称颂国家，尤其是15世紀及16世紀。为此作曲，这首歌曲马上深入民心，表達了葡萄牙人对葡萄牙皇室向英國人俯首称臣的不滿。
1891年1月31日，共和主义者在葡萄牙北部城市波尔图发动革命，高唱此曲。后來革命被镇压，歌曲亦被取缔。1910年10月5日，革命成功推翻布拉干薩王朝，廢除君主制，建立葡萄牙共和国。1911年，此曲正式立法成为葡萄牙的国歌。
在澳門
另於1999年12月20日，隨著澳門主權移交，《葡萄牙人》在澳門的國歌地位被《義勇軍進行曲》取代。

## 歌詞
本曲的歌詞只包含孟东萨原詩中的第一段及重句，昔原詩的第二及第三段均沒有納入歌詞內